# Trachysphyrus imperialis
Trachysphyrus imperialis är en stekelart som beskrevs av Alexander Henry Haliday 1836. Trachysphyrus imperialis ingår i släktet Trachysphyrus och familjen brokparasitsteklar. Inga underarter finns listade i Catalogue of Life.